# 粉果杜鹃
粉果杜鹃（学名：Rhododendron hylaeum）为杜鹃花科杜鹃花属下的一个种。

## 扩展阅读
- 維基物種上的相關：粉果杜鹃